# 위치선택성
위치선택성(位置選擇性, 영어: regioselectivity)은 화학에서 다른 모든 가능한 방향보다 한 방향으로 화학 결합 또는 결합의 파괴를 선호하는 것을 의미한다. 이는 강염기가 유기 분자에서 떼어내는 양성자 또는 치환된 벤젠 고리에서 부가되는 치환기가 첨가되는 위치와 같이 시약이 영향을 미칠 수 있는 많은 위치에 보통 적용될 수 있다.
구체적인 예로는 다음과 같이 2-프로페닐벤젠과의 할로하이드린 형성 반응이 있다.
|  |

## 같이 보기
- 화학선택성
- 입체선택성
- 입체특이성